# 世界9球中國公開賽
世界9球中國公開賽（World 9-ball China Open，俗稱中國公開賽），第一屆賽事從2009年開始舉辦，是中國所舉辦的撞球公開賽中層級及水準最高的賽事。中國公開賽一般在中華人民共和國上海市浦東新區舉辦。

## 比賽辦法
（一）比賽採用最新WPA通用9號球規則。

（二）比賽分會外賽和會內賽兩部分。會外賽分三場進行，一次報名連續參賽；男子組每場限報128名，女子組每場限報64名，全部採用單敗淘汰賽制，男子搶 9、女子搶7；男子組和女子組第一、二場各取2名、第三場各取4名晉級會內賽；比賽採用勝方衝球。會內賽分兩個階段進行，第一階段男子64名和女子 48名，採用分組雙敗淘汰賽制，男子搶9、女子搶7，男子每組4名選手（勝部2名、敗部2名）和女子每組2名選手（勝部1名、敗部1名）出線；第二階段男 子32名和女子16名採用單敗淘汰賽制，男子搶11、女子搶9；比賽改採輪流衝球的辦法。

（三）會外賽不設種子選手。會內賽設種子選手：根據WPA最新排名，男女各設16個，依次按蛇形排列方式分別定位於各組1、8號位，其他選手混抽入位。

（四）會內賽第一階段根據勝部出線選手成績排出男子1~16名、女子1~8名，蛇形排列入位第二階段單敗對陣位置，敗部選手混抽入位。

（五）比賽限時45秒出杆，剩餘10秒提醒一次，剩餘5秒讀秒；參賽雙方選手每局比賽均可申請延時45秒一次，決勝局不計時。

（六）每位參賽選手每場比賽可申請一次暫停（5分鐘）。

（七）用擺球紙擺球，9號球擺放於腳點上。按照WPA規定：

1. 衝球如沒有目標球入袋，必須有3顆或以上目標球碰觸開球線
2. 衝球如有1顆目標球入袋，必須有2顆或以上目標球碰觸開球線
3. 衝球如有2顆目標球入袋，必須有1顆或以上目標球碰觸開球線
4. 衝球如有3顆目標球入袋，無須有其他目標球碰觸開球線
5. 選手衝球違例後，對方可以選擇自己擊打或者讓違例方繼續擊打
6. 當選擇自己擊打後，不允許使用推杆
7. 當選擇由違例方繼續擊打時，該名選手可以選擇推杆
8. 如果在衝球違例時9號球落袋，則需要將9號球置於置球點，然後由對手選擇是否擊打

## 歷屆男子冠亞軍
| 年度   | 冠軍             | 亞軍                | 比數   |
| ------ | ---------------- | ------------------- | ------ |
| 2023年 | Joshua Filler    | Anthony Cortes Raga | 11：5  |
| 2019年 | 吳珈慶           | Anthony Cortes Raga | 11：10 |
| 2017年 | Joshua Filler    | 張榮麟              | 11：6  |
| 2016年 | 吳珈慶           | 鄭喻軒              | 11：4  |
| 2015年 | Albin Ouschan    | John Morra          | 11：8  |
| 2014年 | 張玉龍           | Jeffrey Lgnacio     | 11：9  |
| 2013年 | Lee Vann Corteza | 傅哲偉              | 11：6  |
| 2012年 | Dennis Orcollo   | 呂輝展              | 11：9  |
| 2011年 | Chris Melling    | 許凱綸              | 11：3  |
| 2010年 | 張玉龍           | Antonio Lining      | 11：7  |
| 2009年 | Thorsten Hohmann | Niels Feijen        | 11：4  |

## 歷屆女子冠亞軍
| 年度   | 冠軍      | 亞軍        | 比數 |
| ------ | --------- | ----------- | ---- |
| 2023年 | 韓雨      | 劉莎莎      | 9：7 |
| 2019年 | 陳思明    | 盧比倫·艾咪 | 9：3 |
| 2017年 | 陳思明    | 劉莎莎      | 9：8 |
| 2016年 | 韓雨      | 劉莎莎      | 9：8 |
| 2015年 | 金佳映    | 付小芳      | 9：6 |
| 2014年 | 韓雨      | 金佳映      | 9：5 |
| 2013年 | 劉莎莎    | 陳思明      | 9：8 |
| 2012年 | 凱莉·費雪 | 周豆豆      | 9：2 |
| 2011年 | 付小芳    | 陳思明      | 9：3 |
| 2010年 | 陳思明    | 艾利森·費雪 | 9：7 |
| 2009年 | 蔡佩真    | 卡倫·高爾   | 9：8 |

参考资料：